# David Letterman
David Michael Letterman (Indianapolis, 12 aprile 1947) è un conduttore televisivo, autore televisivo, comico, cabarettista, produttore televisivo e conduttore radiofonico statunitense, celebre per il suo Late Night/Show with David Letterman, trasmesso dal 1982 al 2015, prima dalla NBC e successivamente dalla CBS.
È inoltre proprietario della scuderia Rahal Letterman Racing, si occupa spesso di filantropia, e produce programmi televisivi e film con la sua compagnia Worldwide Pants.
Molti conduttori statunitensi (e non solo) di talk-show in tarda serata hanno riconosciuto l'influenza su di essi esercitata da Letterman, inclusi Conan O'Brien (successore al Late Night), Stephen Colbert (successore al Late Show), Jimmy Fallon, Jimmy Kimmel e Seth Meyers.

## Biografia
Figlio del fioraio 
Harry Joseph Letterman e di una segretaria di origini tedesche, Dorothy Hofert, David si è sposato per la prima volta nel 1969 con Michelle Cook; il matrimonio è durato fino al 1977. Nel 1986 ha conosciuto Regina Lasko, che lavorava nel suo Late Show, divenuta la sua storica compagna e in seguito, a partire dal 2009, la sua seconda moglie. I due si sono sposati a Choteau, nella Contea di Teton in Montana, dove possiedono un cottage. Insieme hanno un figlio di nome Harry, nato nel 2003.
Nel 2013 i suoi talk-show Late Night e Late Show with David Letterman si sono classificati alla posizione numero 41 nella lista dei 60 migliori programmi televisivi di sempre redatta da TV Guide. Il 3 aprile 2014, con un messaggio su Twitter, ha annunciato la sua intenzione di andare in pensione nel 2015. Mantiene tale promessa andando in onda per l'ultima volta con il suo Late Show e ritirandosi definitivamente dal piccolo schermo il 20 maggio 2015. Molto amico di Robin Williams e Bill Murray, ha presentato i Premi Emmy 1986 e i Premi Oscar 1995.

## Carriera

### Inizi

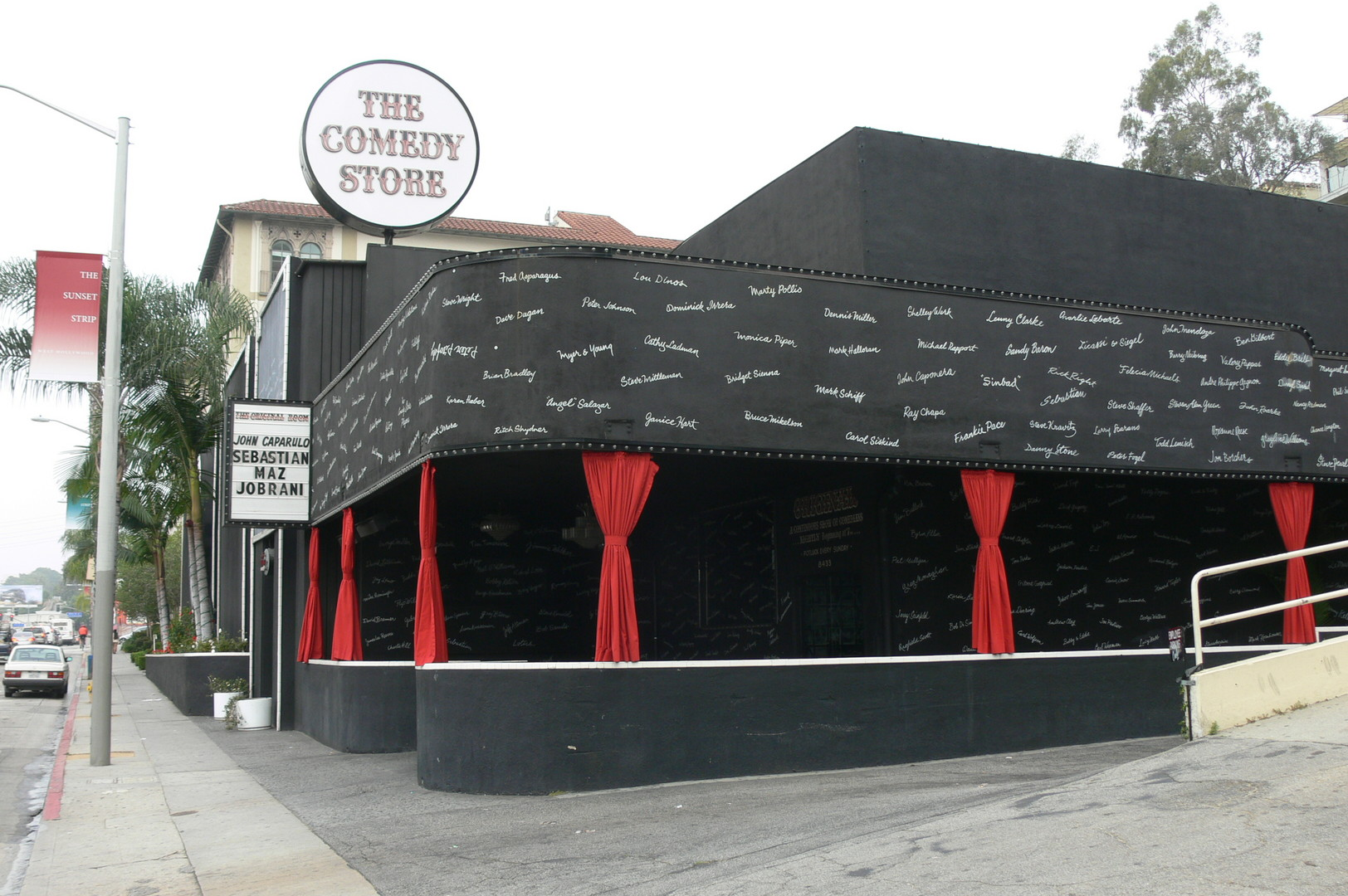
Il Comedy Store di Los Angeles

Letterman iniziò la propria carriera nel mondo dell'intrattenimento nel 1969 come annunciatore radiofonico e conduttore della stazione radio WBST della Ball State University di Muncie (Indiana), da lui frequentata. Venne licenziato per avere parlato in modo "irriverente" della musica classica mentre era in onda. In seguito fondò insieme ad altri studenti la stazione radiofonica WAGO-AM 570 (ora WWHI, 91.3). Passò poi a lavorare presso la stazione televisiva WLWI di Indianapolis in qualità di lettore delle previsioni del tempo.
Nel 1975, incoraggiato dalla moglie Michelle, si trasferisce a Los Angeles, con la speranza di diventare un autore di testi comici. A Los Angeles, inizia ad esibirsi come comico al The Comedy Store. Una sera Jimmie Walker lo vide sul palco; su raccomandazione di George Miller, Letterman si unisce al gruppo di comici scritturati da Walker per scrivergli battute per i suoi spettacoli, che comprese tra i suoi membri, a seconda dei periodi, Jay Leno, Paul Mooney, Robert Schimmel, Richard Jeni, Louie Anderson, Elayne Boosler, Byron Allen, Jack Handey e Steve Oedekerk.
Nell'estate del 1977, Letterman entra a far parte del team regolare degli autori della serie Starland Vocal Band Show, trasmessa dalla CBS. Sempre nel 1977 conduce un episodio pilota di un gioco a premi intitolato The Riddlers (che però non venne mai trasmesso), e fu tra i coprotagonisti dello speciale comico Peeping Times prodotto da Barry Levinson e teletrasmesso nel gennaio 1978. In questo periodo fece amicizia con Robin Williams, recitò in un episodio della sitcom Mork & Mindy e apparve in tv in programmi quali The $20,000 Pyramid, The Gong Show, Hollywood Squares, Password Plus e Liar's Club, oltre che nel programma canadese di cucina Celebrity Cooks (novembre 1977), e in talk-show come 90 Minutes Live e The Mike Douglas Show.
Il suo pungente umorismo sarcastico fu notato dai talent scout del Tonight Show Starring Johnny Carson, e Letterman divenne ospite regolare del programma, diventando in breve tempo amico dello stesso Carson. Letterman accreditò sempre Johnny Carson come sua maggiore influenza professionale.

### NBC

#### The David Letterman Show(1980)
Il 23 giugno 1980, a Letterman venne affidata la conduzione di un suo programma comico mattutino, intitolato The David Letterman Show, sulla rete NBC. Originariamente il programma durava 90 minuti, ma fu accorciato a 60 minuti nell'agosto 1980. Lo show si rivelò un successo di critica, vincendo due premi Emmy, ma gli ascolti non erano esaltanti e quindi venne cancellato; l'ultima puntata andò in onda il 24 ottobre 1980.

#### Late Night with David Letterman(1982-1993)

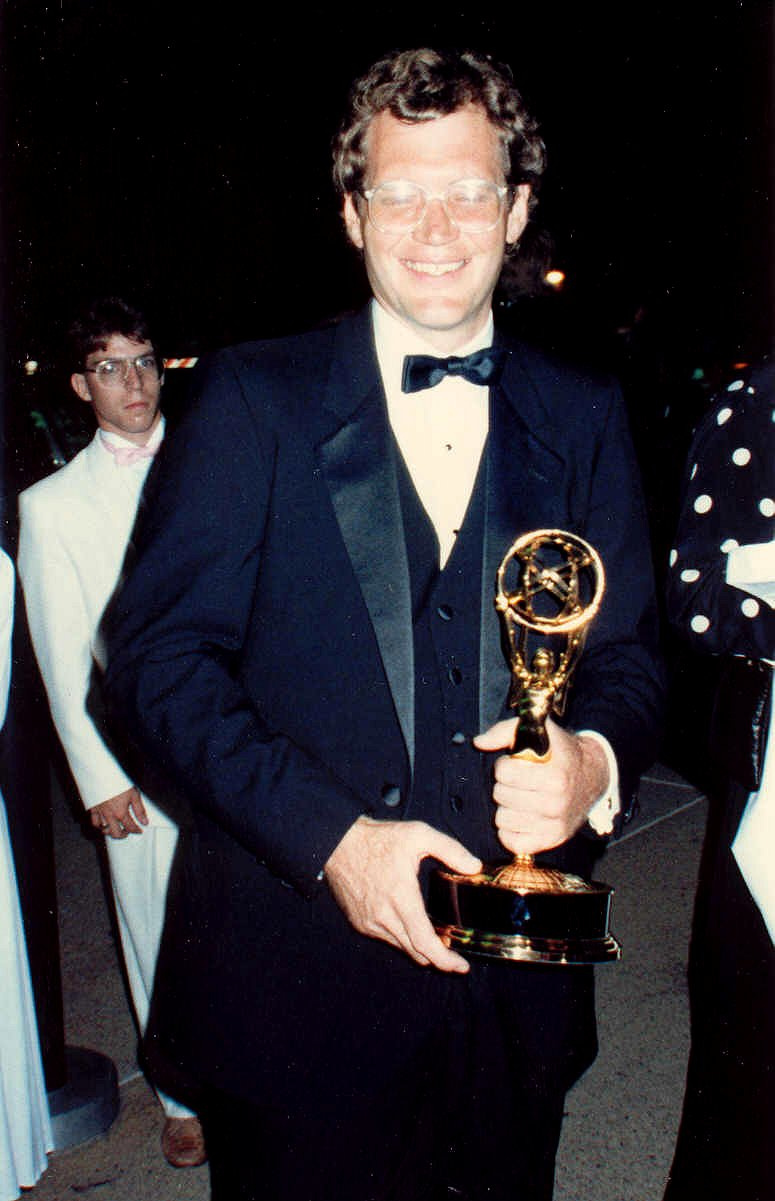
Letterman alla cerimonia dei premi Emmy nel 1986.

La NBC volle comunque tenere sotto contratto Letterman (continuando a pagarlo) per provare a trovargli una collocazione differente, magari in una fascia oraria a lui più congeniale. Spostato in tarda serata, il Late Night with David Letterman esordì nel febbraio 1982; il primo ospite in studio fu Bill Murray. In seguito Murray sarebbe diventato uno degli ospiti più ricorrenti di Letterman, una sorta di porta fortuna, e apparve nello show anche in occasione della puntata del 30º anniversario, andata in onda il 12 gennaio 2012 e nell'ultima puntata in assoluto, trasmessa il 20 maggio 2015. Lo show andava in onda dal lunedì al giovedì a mezzanotte e mezzo, immediatamente dopo il The Tonight Show Starring Johnny Carson. Il programma generò un vero e proprio culto di appassionati (particolarmente tra gli studenti del college). La reputazione di Letterman come intervistatore schietto e ironico nacque durante celebri confronti con la cantante Cher (che lo aveva chiamato "stronzo" durante la trasmissione), con Shirley MacLaine, Charles Grodin, e Madonna. Lo show includeva anche dei segmenti comici e personaggi ricorrenti, in uno stile fortemente influenzato dai programmi degli anni cinquanta e sessanta di Steve Allen.
Nel 1982, andò in onda una celebre puntata dello show nella quale il comico Andy Kaufman (che indossava un collare ortopedico) ebbe un violento diverbio con il wrestler professionista Jerry Lawler, che lo colpì facendolo cadere a terra (sebbene in seguito si venne a sapere che l'incidente era stato preparato in precedenza da Lawler e Kaufman di comune accordo). La scena in questione venne ricreata appositamente per il film Man on the Moon con protagonista Jim Carrey nei panni di Kaufman.

### CBS

#### Late Show with David Letterman(1993-2015)

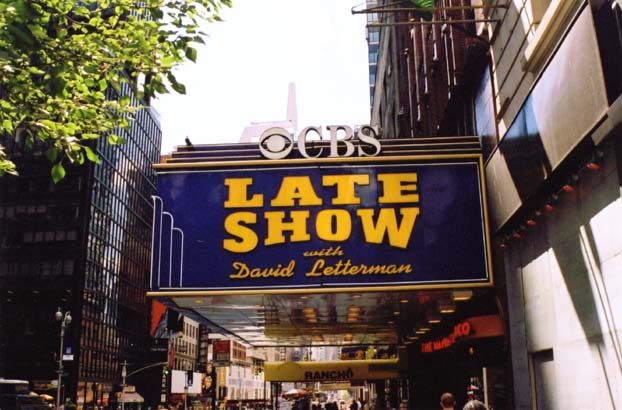
L'Ed Sullivan Theater, il luogo da dove andava in onda il Late Show with David Letterman

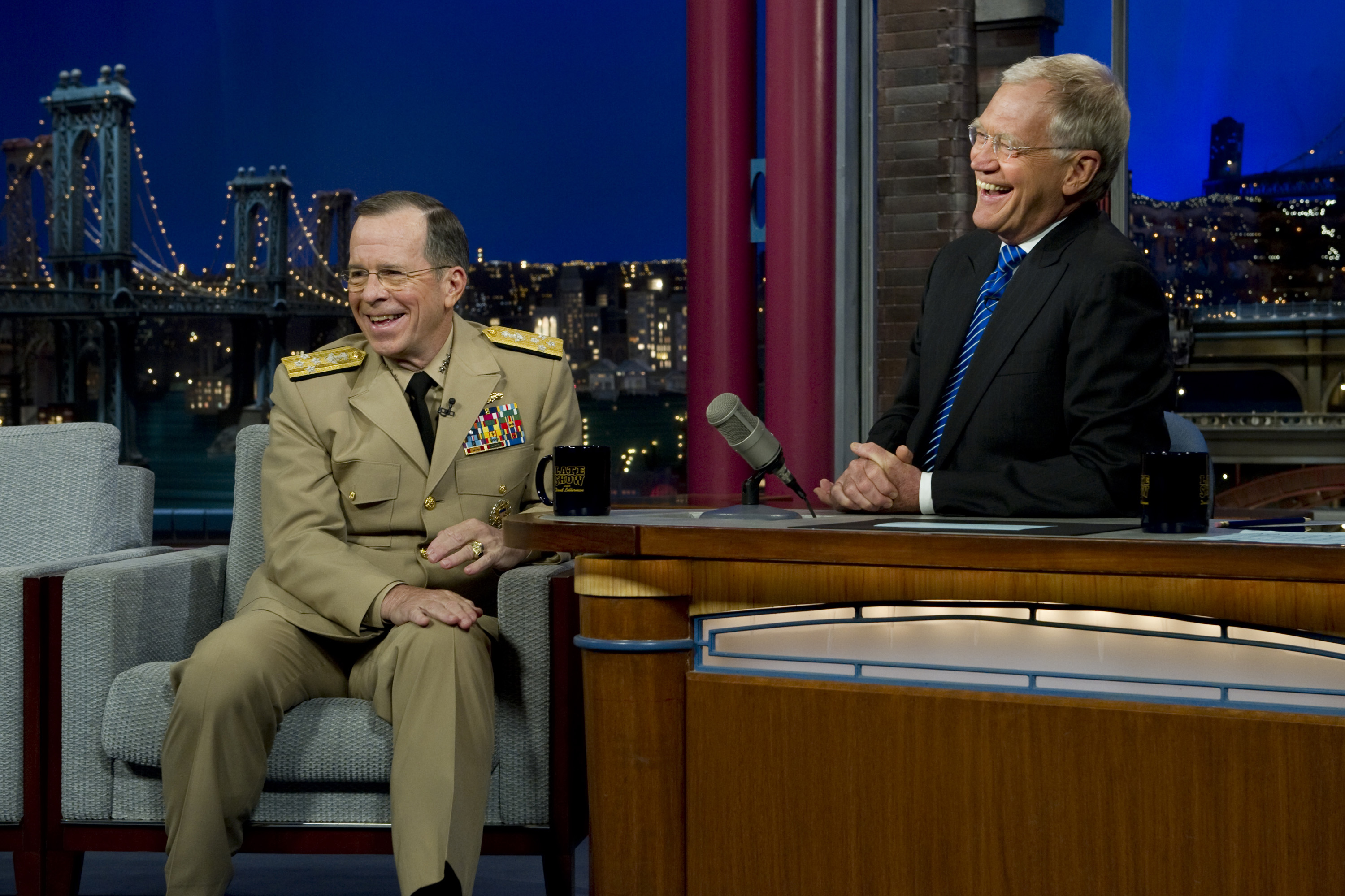
Letterman alla scrivania del Late Show nel 2011

Nel 1992, Johnny Carson decise di ritirarsi dalle scene, e molti fan credevano che sarebbe stato Letterman a sostituirlo come conduttore del The Tonight Show. Quando la NBC invece scelse Jay Leno, Letterman se ne andò dalla compagnia per condurre un suo proprio show serale sul canale CBS, il Late Show with David Letterman, in diretta competizione con il Tonight Show. Il nuovo programma debuttò sugli schermi il 30 agosto 1993, e veniva trasmesso dallo storico Ed Sullivan Theater, dove Ed Sullivan aveva presentato il suo celebre omonimo show dal 1948 al 1971. Per l'arrivo di Letterman, la CBS spese circa 8 milioni di dollari per ristrutturare gli studi. Presenze fisse nello show, oltre a Letterman, l'annunciatore Bill Wendell, e il direttore d'orchestra Paul Shaffer con la sua band.

#### Popolarità
Il principale concorrente del Late Show era il Tonight Show della NBC, condotto da Jay Leno per 22 anni, tranne un periodo di sette mesi dal giugno 2009 al gennaio 2010 quando venne presentato da Conan O'Brien. Nel 1993 e 1994, il Late Show ebbe costantemente maggiori ascolti rispetto al The Tonight Show. Ma nel 1995, la situazione si capovolse in favore dello show di Leno che superò Letterman negli indici d'ascolto da quando Hugh Grant apparve al Tonight Show a seguito del suo arresto in compagnia di una prostituta di colore.
Leno attrasse circa 5 milioni di telespettatori a serata tra il 1999 e il 2009. Il Late Show perse quasi la metà del proprio bacino d'ascolti durante la competizione con Leno, passando dai 7.1 milioni nel periodo 1993–94 ai circa 3.8 milioni a puntata nel 2009. Nei mesi finali del suo primo periodo di conduzione del The Tonight Show, Leno superò Letterman di 1.3 milioni di telespettatori. Quando però O'Brien prese le redini del Tonight Show, Letterman colmò il divario negli ascolti. O'Brien abbassò l'età media degli spettatori del Tonight Show dai 55 ai 45 anni, e i più anziani passarono a vedere il Late Show. Dopo il ritorno di Leno al Tonight Show, tuttavia, Leno riconquistò il primato.
Gli show di Letterman riscossero critiche favorevoli e riconoscimenti da parte dell'industria dell'intrattenimento, ricevendo 67 nomination agli Emmy Award, vincendo 12 premi nei primi vent'anni di messa in onda. Dal 1993 al 2009, Letterman si posizionò più in alto di Leno per 12 volte nel sondaggio annuale Harris Nation's Favorite TV Personality. Per esempio, nel 2003 e 2004 Letterman arrivò secondo dietro solo a Oprah Winfrey, mentre Jay Leno arrivò quinto. Leno superò Letterman in quel sondaggio per tre volte durante lo stesso periodo, nel 1998, 2007, e 2008.

#### Intervento al cuore (2000)
Il 14 gennaio 2000, un controllo medico di routine rivelò che un'arteria nel cuore di Letterman era gravemente ostruita. Egli dovette quindi sottoporsi a un intervento chirurgico d'urgenza per l'implementazione di un quintuplo bypass coronarico.
Durante le prime settimane del suo ricovero in ospedale, varie repliche del Late Show furono introdotte da amici di Letterman quali Norm MacDonald, Drew Barrymore, Ray Romano, Robin Williams, Bonnie Hunt, Megan Mullally, Bill Murray, Regis Philbin, Charles Grodin, Nathan Lane, Julia Roberts, Bruce Willis, Jerry Seinfeld, Martin Short, Steven Seagal, Hillary Clinton, Danny DeVito, Steve Martin, e Sarah Jessica Parker.

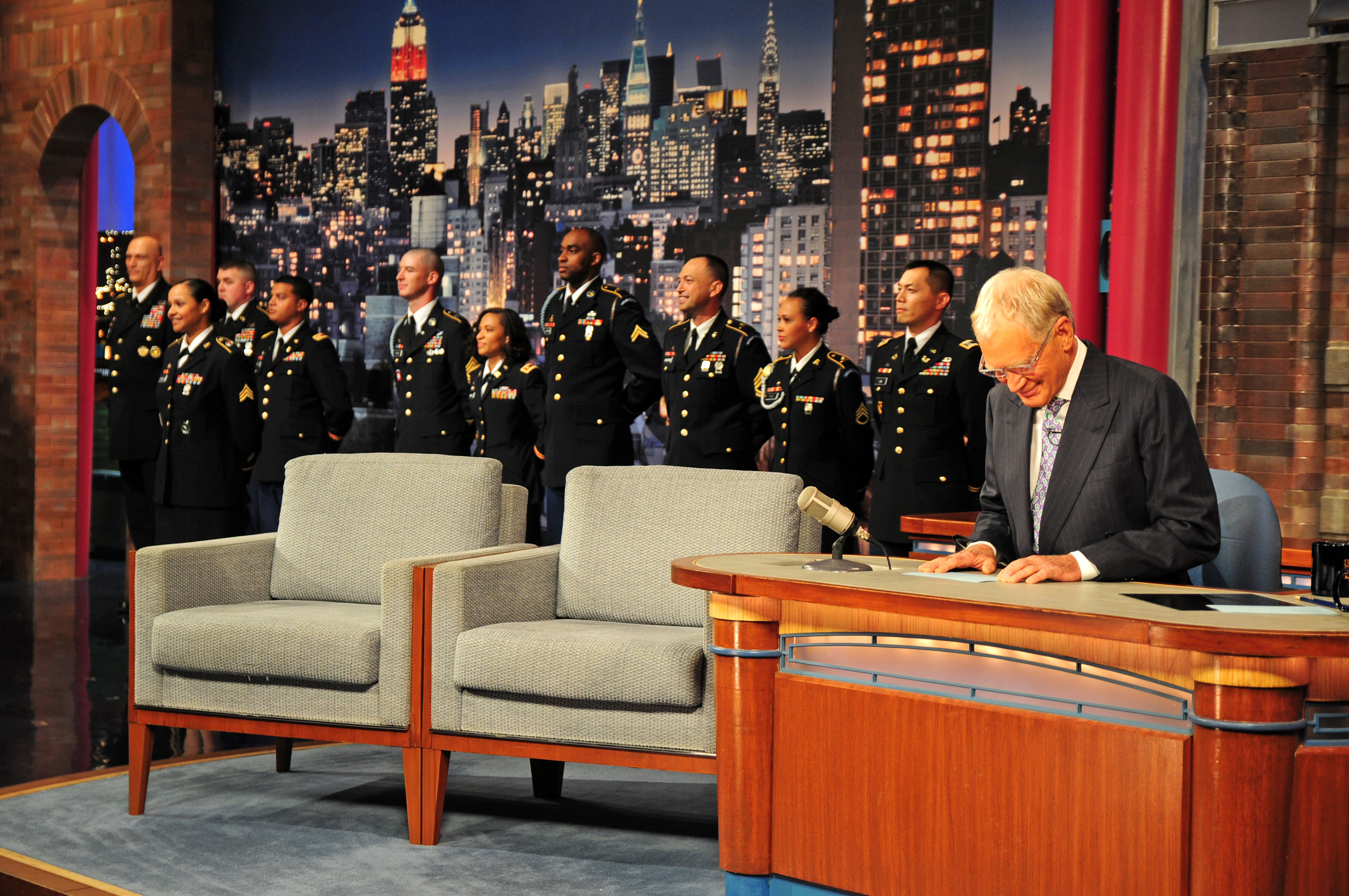
La scenografia tipica del Late Show

Successivamente, mentre era ancora ricoverato in chirurgia, Letterman chiese a varie celebrità di svolgere la funzione di "conduttore ospite", e così, in sua assenza, nuove puntate del Late Show furono presentate da Bill Cosby, Kathie Lee Gifford, Dana Carvey, Janeane Garofalo, ed altri.
Al suo ritorno allo show il 21 febbraio 2000, Letterman portò in studio con sé quasi tutti i dottori e le infermiere che lo avevano curato e si erano occupati di lui, inclusi il dottor O. Wayne Isom e il medico fisiatra Louis Aronne, che in seguito apparvero di frequente nel programma. Visibilmente emozionato, il conduttore ringraziò calorosamente i medici che lo avevano operato e li presentò al pubblico con le parole: «Queste sono le persone che mi hanno salvato la vita!». Nel corso di molte puntate successive, Letterman continuò a fare battute e riferimenti ironici circa il suo intervento al cuore.
In aggiunta, il giorno del suo ritorno in tv Letterman invitò in studio il gruppo rock Foo Fighters che si esibì suonando il brano Everlong; e li introdusse con la frase: «Il mio gruppo preferito, che suona la mia canzone preferita».

#### Ritiro dalle scene (2015)

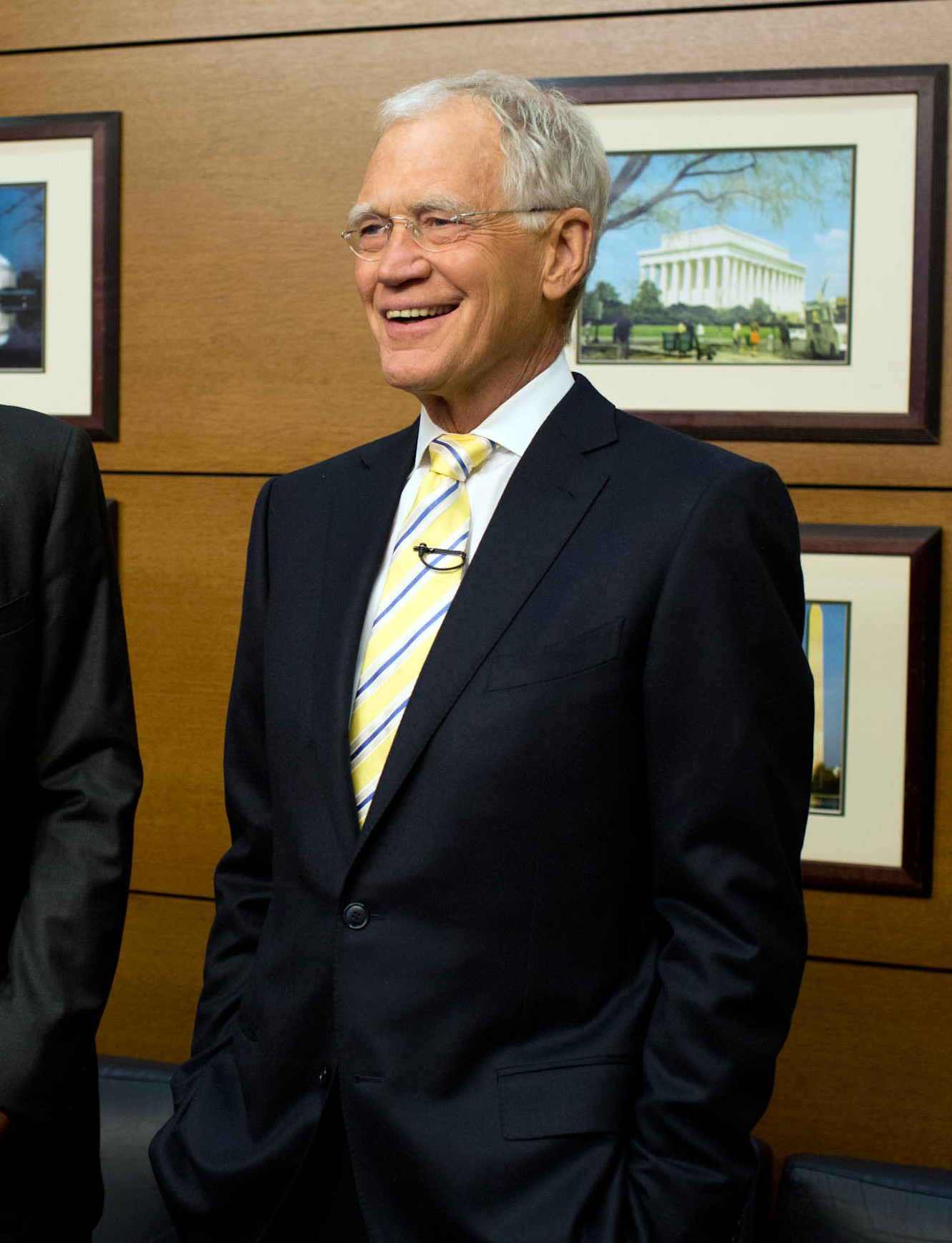
Letterman nel 2015

Durante la puntata del Late Show del 3 aprile 2014, Letterman annunciò pubblicamente di aver informato il presidente della CBS Leslie Moonves di volersi ritirare dalla conduzione del Late Show entro il 20 maggio 2015. Poco dopo venne annunciato che il suo sostituto sarebbe stato il comico Stephen Colbert. L'ultima puntata di Letterman andò in onda il 20 maggio 2015, come da lui dichiarato. Gli ospiti della serata furono Alec Baldwin, Barbara Walters, Steve Martin, Jerry Seinfeld, Jim Carrey, Chris Rock, Julia Louis-Dreyfus, Peyton Manning, Tina Fey e Bill Murray, e l'episodio terminò con un montaggio dei momenti più memorabili dello show (sia versione NBC che CBS) accompagnati dai Foo Fighters che eseguirono dal vivo il brano Everlong.
L'ultima puntata del Late Show with David Letterman fu vista da 13,76 milioni di persone nei soli Stati Uniti. In totale, David Letterman presentò 6,028 puntate di Late Night e Late Show, superando l'amico e mentore Johnny Carson come presentatore di talk show più longevo della storia della televisione statunitense. Dal 2018 Letterman lancia un nuovo programma, Non c'è bisogno di presentazioni, rilasciato mensilmente da gennaio su Netflix.

## Periodo post-Late Show

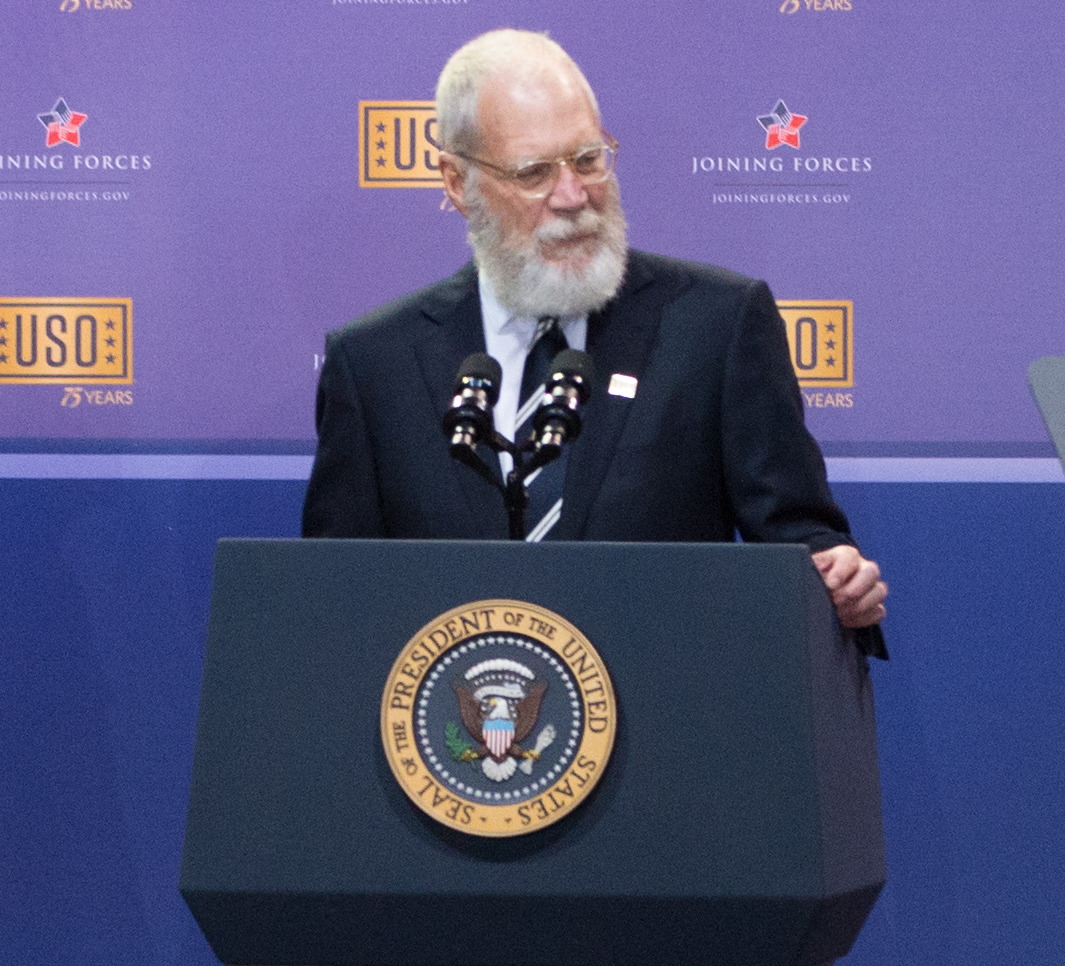
David Letterman alla cerimonia per il 75º anniversario dell'organizzazione no-profit USO nel 2016

Nei mesi seguenti al suo ritiro dalle scene, Letterman si lasciò crescere una notevole barba, e si fece vedere in pubblico solo occasionalmente presenziando a qualche evento sportivo come la corsa Indianapolis 500, durante la quale venne intervistato da un giornale locale. Egli fece inoltre un'apparizione a sorpresa a San Antonio, Texas, quando venne invitato a salire sul palco durante lo spettacolo A Very Stupid Conversation di Steve Martin e Martin Short. Durante lo show, Letterman disse: «Mi sono ritirato e non ho rimpianti. Ero felice. Ero soddisfatto, e poi un paio di giorni fa Donald Trump ha dichiarato di volersi candidare alla presidenza... Ho fatto il più grande errore della mia vita, signore e signori».
Nel 2016, Letterman ha partecipato come corrispondente ospite allo show documentaristico sui cambiamenti climatici intitolato Years of Living Dangerously. Nel primo episodio della seconda stagione, si recò in India per documentare gli sforzi del Paese nell'espandere la propria rete energetica inadeguata, alimentare l'economia in forte espansione e portare l'elettricità per la prima volta a 300 milioni di cittadini. Intervistò anche il primo ministro indiano Narendra Modi, e visitò alcuni villaggi rurali dove l'elettricità è un raro lusso riservato a pochi.
Il 7 aprile 2017, Letterman ha tenuto il discorso introduttivo in occasione dell'inserimento dei Pearl Jam nella Rock and Roll Hall of Fame durante la cerimonia tenutasi al Barclays Center di Brooklyn, New York. Sempre nel 2017, David Letterman e Alec Baldwin presentarono insieme lo speciale The Essentials per Turner Classic Movies.
A partire dal gennaio 2018, Letterman lancia un nuovo programma intitolato Non c'è bisogno di presentazioni, in onda in 6 puntate da un'ora ciascuna al mese sulla piattaforma Netflix, dove intervista personaggi famosi. Il primo ospite fu Barack Obama.

## Influenze e lascito
L'ironia di Letterman, surreale e satirica, è stata influenzata da quella dei conduttori di talk-show Steve Allen, Ernie Kovacs e Johnny Carson.
Letterman è considerato una delle colonne dell'intrattenimento televisivo statunitense. Il suo principale concorrente è stato Jay Leno, che conduceva The Tonight Show sull'NBC. Forte anche la rivalità con Oprah Winfrey.
Il suo format televisivo è stato introdotto in Italia da Daniele Luttazzi con il talk-show Barracuda (1999, Italia1). Allo stesso "format" si ispirano il talk-show di Luttazzi Satyricon (2001, RaiDue), quello di Fabio Fazio Che tempo che fa (dal 2003 al 2022, Rai; dal 2023 Warner Bros. Discovery), il varietà di Fabio Volo Volo in diretta (2010, RaiTre) e quello di Alessandro Cattelan E poi c'è Cattelan (2014, SkyUno).

## Controversie ed incidenti

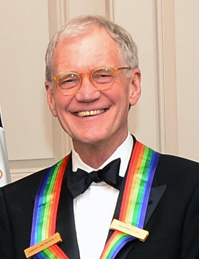
Letterman alla cerimonia di premiazione del Kennedy Center Honors Medallion, dicembre 2012

### Johnny Carson, NBC & Jay Leno
Nonostante la chiara intenzione di Johnny Carson di passare il testimone a Letterman, la dirigenza NBC scelse Jay Leno come nuovo conduttore del Tonight Show dopo l'abbandono di Carson. Letterman continuò sempre a mantenere il rapporto d'amicizia con Carson nonostante la rottura con la NBC. Tre anni dopo essere passato alla CBS, la HBO produsse un film tv intitolato The Late Shift, basato sul libro del reporter del New York Times Bill Carter, che racconta la battaglia tra Letterman e Leno per il Tonight Show.
Carson fece qualche apparizione cameo come ospite allo show di Letterman sulla CBS. L'ultima apparizione televisiva in assoluto di Johnny Carson prima della morte ebbe luogo il 13 maggio 1994, proprio in una puntata del Late Show registrata a Los Angeles.

### Stalker
A partire dal maggio 1988, Letterman fu vittima di stalking da parte di Margaret Mary Ray, una donna affetta da problemi di schizofrenia. La donna gli rubò la Porsche e quando venne fermata dalla polizia dichiarò di essere sua moglie; si accampò sul campo da tennis della sua tenuta, ed entrò ripetutamente in casa sua quando egli era assente. La notizia ebbe risalto sui media nazionali, e Letterman occasionalmente scherzò anche sulla faccenda durante il suo programma televisivo, senza però citare mai il nome della donna. Quando Margaret Mary Ray si suicidò nell'ottobre 1998, il conduttore disse al New York Times di provare una grande compassione per lei. Un portavoce di Letterman dichiarò: «Si tratta della triste conclusione di una vita confusa».

### Oprah Winfrey

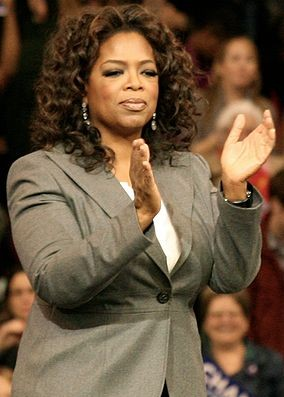
Oprah Winfrey nel 2007

Oprah Winfrey apparve come ospite al Late Night di Letterman il 2 maggio 1989 a Chicago. Dopodiché, ai due venne attribuita una rivalità che durò sedici anni, ma sempre smentita da entrambi.
La "rivalità" ebbe ufficialmente termine nel 2005 quando Oprah riapparve al Late Show with David Letterman nella puntata del 2 dicembre, evento che il conduttore definì scherzosamente il "Super Bowl dell'amore". Nell'intervista entrambi smentirono fermamente l'esistenza di tale faida.
Nel febbraio 2007 Winfrey e Letterman apparvero insieme in un promo del Late Show andato in onda durante una pausa pubblicitaria del Super Bowl XLI, nel quale si vedono i due seduti vicini su un divano a guardare la partita. Dato che le due squadre in gioco erano Indianapolis Colts e Chicago Bears, Letterman (nativo di Indianapolis) indossava una maglietta di Peyton Manning, mentre Oprah (che trasmetteva il suo show da Chicago) indossava una maglietta di Brian Urlacher. Il 10 settembre 2007, per la prima volta Letterman apparve come ospite al The Oprah Winfrey Show.
Tre anni dopo, durante il Super Bowl XLIV, i due apparvero nuovamente in un altro promo del Late Show, questa volta con Oprah Winfrey seduta sul divano in mezzo a Letterman e Jay Leno. L'idea fu di Letterman: Leno volò a New York su un jet di proprietà della NBC, e si nascose all'Ed Sullivan Theater durante la registrazione del Late Show del 4 febbraio. Si incontrò con Winfrey e Letterman in un set appositamente costruito nella balconata del teatro dove venne registrato il filmato promozionale.
Nel gennaio 2013 Oprah Winfrey intervistò Letterman a Oprah's Next Chapter. I due discussero della loro "rivalità" e la Winfrey rivelò di avere avuto veramente una "terribile esperienza" durante l'intervista a Chicago nel 1989, a causa del comportamento di alcune persone nel pubblico che si rivolsero a lei in maniera offensiva. Lui disse di non ricordarsi l'accaduto, ma si scusò ugualmente e rinnovò i suoi sentimenti di stima nei confronti di Oprah.

### Sciopero degli sceneggiatori del 2007-2008
Il Late Show non andò in onda per otto settimane nei mesi di novembre e dicembre 2007 a causa dello sciopero del sindacato americano degli sceneggiatori. La casa di produzione di Letterman, la Worldwide Pants, fu la prima società ad aderire pubblicamente allo sciopero, sebbene il Late Show tornò in onda il 2 gennaio 2008. Nella prima puntata dopo la pausa, Letterman si presentò in studio con la barba, in segno di solidarietà con gli scioperanti. Se la tagliò durante la puntata del 7 gennaio.

### Sarah Palin
L'8 e 9 giugno 2009, Letterman fece due battute a sfondo sessuale nei confronti di una delle figlie (senza mai citarla per nome) di Sarah Palin durante il suo show. La Palin si trovava a New York insieme alla figlia Willow, all'epoca quattordicenne, e alcuni commentatori pensarono che le battute fossero indirizzate alla ragazza minorenne, e la cosa creò un certo scalpore.
In una dichiarazione postata su Internet, Sarah Palin scrisse: "Dubito che [Letterman] avrebbe mai osato fare tali commenti sulla figlia di qualcun altro", aggiungendo: "Le risate suscitate dai commenti sessualmente perversi fatti da una celebrità maschile di 62 anni nei confronti di una ragazzina di 14 anni, sono disgustose". Nella puntata del 10 giugno del suo show, Letterman rispose pubblicamente dicendo che le battute erano indirizzate alla figlia diciottenne della Palin, Bristol, la cui gravidanza senza essere sposata aveva causato alcune polemiche durante le elezioni presidenziali del 2008, e non a Willow.
Nella puntata del 15 giugno, egli riconobbe comunque che le battute erano state di cattivo gusto e si scusò "specialmente con le due ragazze coinvolte, Bristol e Willow, ma anche con Sarah Palin e la sua famiglia e con chiunque altro si fosse sentito offeso dalle battute".

### Tentativo di estorsione
Nel mese di ottobre 2009 il conduttore, durante una seguitissima puntata del suo show, ha ammesso di aver avuto relazioni extraconiugali con alcune donne del suo staff (tra cui Stephanie Birkitt). La rivelazione è stata resa necessaria per fermare un tentativo di estorsione a cui Letterman era stato sottoposto da un ex giornalista che era venuto a conoscenza delle scappatelle del conduttore. Il 15 novembre 2009 il National Enquirer riferiva che Letterman era stato cacciato via di casa dalla moglie, notizia poi smentita dal portavoce del conduttore televisivo.

### Minacce di morte da Al-Qaeda
Il 17 agosto 2011, venne diffusa la notizia che un terrorista islamico aveva immesso in rete una condanna a morte nei confronti di Letterman su un sito web frequentato da estremisti affiliati a Al-Qaeda, esortando i musulmani americani a uccidere David Letterman per una battuta da lui fatta sulla morte di un leader di Al-Qaeda, Ilyas Kashmiri, ucciso da un drone in Pakistan nel giugno 2011. Nella puntata del suo show del 22 agosto, Letterman scherzò sulla faccenda, dicendo: «Le autorità del Dipartimento di Stato stanno indagando. Non prendono la cosa alla leggera. Stanno facendo indagini, interrogatori, c'è una pista elettronica... ma lo sanno tutti che è stato Leno».

## Passione per le auto
David Letterman è un grande appassionato di automobili, e ne possiede una vasta collezione. Nel 2012, è stato riportato che il suo parco auto era costituito da dieci Ferrari, otto Porsche, quattro Austin-Healey, due motociclette Honda, un pickup Chevy e un modello d'auto ciascuno di Mercedes-Benz, Jaguar, MG, Volvo, e Pontiac.

## Filmografia

### Film
| Anno | Titolo                                         | Ruolo                           | Note                         |
| ---- | ---------------------------------------------- | ------------------------------- | ---------------------------- |
| 1994 | Crociera fuori programma                       | Commerciante di pupazzi-scimmia | Accreditato come Earl Hofert |
| 1996 | Eddie - Un'allenatrice fuori di testa          | Se stesso                       | Cameo                        |
| 1996 | Beavis & Butt-Head alla conquista dell'America | Roadie dei Mötley Crüe (voce)   | Accreditato come Earl Hofert |
| 1997 | Private Parts                                  | Se stesso                       | Cameo                        |
| 1999 | Man on the Moon                                | Se stesso                       | Cameo                        |
| 2005 | Strangers with Candy                           | N.d.                            | Produttore esecutivo         |
| 2016 | Sully                                          | Se stesso                       | Cameo                        |

### Televisione
| Anno      | Titolo                                                 | Ruolo                      | Note                                                                |
| --------- | ------------------------------------------------------ | -------------------------- | ------------------------------------------------------------------- |
| 1977      | The Starland Vocal Band Show                           | Annunciatore / Vari        | 6 episodi                                                           |
| 1978      | Mary                                                   | Annunciatore / Vari        | 3 episodi                                                           |
| 1978      | Peeping Times                                          | Dan Cochran                | Film tv                                                             |
| 1979      | Fast Friends                                           | Matt Morgan                | Film tv                                                             |
| 1979      | Mork & Mindy                                           | Ellsworth                  | Episodio: Il compleanno di Mindy                                    |
| 1979      | The Mary Tyler Moore Hour                              | Vari                       | 8 episodi                                                           |
| 1979      | Password Plus                                          | Se stesso                  | Concorrente / Celebrità ospite                                      |
| 1980      | The David Letterman Show                               | Conduttore                 | 90 episodi; anche ideatore, sceneggiatore e produttore esecutivo    |
| 1981      | Open All Night                                         | N.d.                       | Episodio: Buckaroo Buddies                                          |
| 1982-1993 | Late Night with David Letterman                        | Conduttore                 | 1,819 episodi; anche ideatore, sceneggiatore e produttore esecutivo |
| 1986      | Premi Emmy 1986                                        | Co-presentatore            | Speciale                                                            |
| 1993-2015 | Late Show with David Letterman                         | Conduttore                 | 4,263 episodi; anche ideatore, sceneggiatore e produttore esecutivo |
| 1993      | Murphy Brown                                           | Se stesso                  | Episodio: Bump in the Night                                         |
| 1993      | The Building                                           | Il ladro                   | 5 episodi; anche produttore esecutivo                               |
| 1993-1995 | The Larry Sanders Show                                 | Se stesso                  | 2 episodi                                                           |
| 1994      | Beavis and Butt-Head                                   | Se stesso (voce)           | Episodio: Late Night with Butt-head                                 |
| 1995      | Premi Oscar 1995                                       | Presentatore               | Speciale                                                            |
| 1995-1999 | The Late Late Show with Tom Snyder                     | N.d.                       | 777 episodi; anche co-ideatore e produttore esecutivo               |
| 1995-1996 | Bonnie                                                 | N.d.                       | 13 episodi; anche produttore esecutivo                              |
| 1995      | La tata                                                | Se stesso                  | Episodio: Il misterioso Lenny                                       |
| 1995      | Favorite Deadly Sins                                   | Se stesso                  | Film tv                                                             |
| 1996      | The Dana Carvey Show                                   | Se stesso                  | Episodio: The Diet Mug Root Beer Dana Carvey Show                   |
| 1996      | Seinfeld                                               | Se stesso                  | Episodio: The Abstinence                                            |
| 1996      | The High Life                                          | N.d.                       | 8 episodi; anche produttore esecutivo                               |
| 1996-2005 | Tutti amano Raymond                                    | N.d.                       | 210 episodi; anche produttore esecutivo                             |
| 1997-1998 | Spin City                                              | Se stesso / Rags           | 2 episodi                                                           |
| 1998      | Cosby                                                  | Se stesso                  | Episodio: Fifteen Minutes of Fame                                   |
| 1999-2004 | The Late Late Show with Craig Kilborn                  | N.d.                       | 1,190 episodi; anche co-ideatore e produttore esecutivo             |
| 2000-2004 | Ed                                                     | N.d.                       | 83 episodi; anche co-ideatore e produttore esecutivo                |
| 2005-2014 | The Late Late Show with Craig Ferguson                 | N.d.                       | 2,058 episodi; anche co-ideatore e produttore esecutivo             |
| 2007      | Una banda allo sbando                                  | N.d.                       | 13 episodi; anche produttore esecutivo                              |
| 2012      | I Simpson                                              | Se stesso (voce)           | Episodio: Il D'oh-cial Network                                      |
| 2016      | Years of Living Dangerously                            | Se stesso (corrispondente) | Episodio: A Race Against Time                                       |
| 2018      | Non c'è bisogno di presentazioni - Con David Letterman | Conduttore                 | Anche ideatore, sceneggiatore e produttore esecutivo                |

## Premi e riconoscimenti
| Anno | Opera nominata                  | Associazione                        | Categoria                                                                   | Risultato       |
| ---- | ------------------------------- | ----------------------------------- | --------------------------------------------------------------------------- | --------------- |
| 1981 | The David Letterman Show        | Daytime Emmy Awards                 | Outstanding Host or Hostess in a Variety Series                             | Vincitore/trice |
| 1981 | The David Letterman Show        | Daytime Emmy Awards                 | Outstanding Individual Achievement – Writers                                | Vincitore/trice |
| 1984 | Late Night with David Letterman | Primetime Emmy Awards               | Outstanding Writing in a Variety Or Music Program                           | Vincitore/trice |
| 1984 | Late Night with David Letterman | Primetime Emmy Awards               | Outstanding Variety, Music Or Comedy Program                                | Candidato/a     |
| 1985 | Late Night with David Letterman | Primetime Emmy Awards               | Outstanding Writing in a Variety Or Music Program                           | Vincitore/trice |
| 1985 | Late Night with David Letterman | Primetime Emmy Awards               | Outstanding Variety, Music Or Comedy Program                                | Candidato/a     |
| 1986 | Late Night with David Letterman | Primetime Emmy Awards               | Outstanding Writing in a Variety Or Music Program                           | Vincitore/trice |
| 1986 | Late Night with David Letterman | Primetime Emmy Awards               | Outstanding Variety, Music Or Comedy Program                                | Candidato/a     |
| 1987 | Late Night with David Letterman | Primetime Emmy Awards               | Outstanding Writing in a Variety Or Music Program                           | Vincitore/trice |
| 1987 | Late Night with David Letterman | Primetime Emmy Awards               | Outstanding Variety, Music Or Comedy Program                                | Candidato/a     |
| 1988 | Late Night with David Letterman | Primetime Emmy Awards               | Outstanding Writing in a Variety Or Music Program                           | Candidato/a     |
| 1988 | Late Night with David Letterman | Primetime Emmy Awards               | Outstanding Variety, Music Or Comedy Program                                | Candidato/a     |
| 1989 | Late Night with David Letterman | American Comedy Awards              | Funniest Male Performer in a TV Special                                     | Vincitore/trice |
| 1989 | Late Night with David Letterman | American Comedy Awards              | Outstanding Writing in a Variety Or Music Program                           | Candidato/a     |
| 1989 | Late Night with David Letterman | American Comedy Awards              | Outstanding Variety, Music Or Comedy Program                                | Candidato/a     |
| 1990 | Late Night with David Letterman | Primetime Emmy Awards               | Outstanding Writing in a Variety Or Music Program                           | Candidato/a     |
| 1990 | Late Night with David Letterman | Primetime Emmy Awards               | Outstanding Variety, Music Or Comedy Series                                 | Candidato/a     |
| 1991 | Late Night with David Letterman | Primetime Emmy Awards               | Outstanding Writing in a Variety Or Music Program                           | Candidato/a     |
| 1991 | Late Night with David Letterman | Primetime Emmy Awards               | Outstanding Variety, Music Or Comedy Program                                | Candidato/a     |
| 1992 | Late Night with David Letterman | Primetime Emmy Awards               | Outstanding Variety, Music Or Comedy Program                                | Candidato/a     |
| 1992 | Late Night with David Letterman | Primetime Emmy Awards               | Outstanding Individual Achievement in Writing in a Variety Or Music Program | Candidato/a     |
| 1993 | Late Night with David Letterman | Primetime Emmy Awards               | Outstanding Variety, Music Or Comedy Series                                 | Candidato/a     |
| 1993 | Late Night with David Letterman | Primetime Emmy Awards               | Outstanding Individual Achievement in Writing in a Variety Or Music Program | Candidato/a     |
| 1994 | Late Show with David Letterman  | Primetime Emmy Awards               | Outstanding Variety, Music Or Comedy Series                                 | Vincitore/trice |
| 1994 | Late Show with David Letterman  | Primetime Emmy Awards               | Funniest Male Performer in a TV Series                                      | Vincitore/trice |
| 1994 | Late Show with David Letterman  | Primetime Emmy Awards               | Outstanding Individual Achievement in Writing in a Variety Or Music Program | Candidato/a     |
| 1995 | Late Show with David Letterman  | American Comedy Awards              | Funniest Male Performer in a TV Special                                     | Vincitore/trice |
| 1995 | Late Show with David Letterman  | American Comedy Awards              | Outstanding Writing for a Variety Or Music Series                           | Candidato/a     |
| 1995 | Late Show with David Letterman  | American Comedy Awards              | Outstanding Individual Achievement in Writing in a Variety Or Music Program | Candidato/a     |
| 1996 | Late Show with David Letterman  | Primetime Emmy Awards               | Outstanding Writing in a Variety Or Music Program                           | Candidato/a     |
| 1996 | Late Show with David Letterman  | Primetime Emmy Awards               | Outstanding Writing for a Variety Or Music Series                           | Candidato/a     |
| 1997 | Late Show with David Letterman  | Primetime Emmy Awards               | Outstanding Writing in a Variety Or Music Program                           | Candidato/a     |
| 1998 | Late Show with David Letterman  | Primetime Emmy Awards               | Outstanding Writing in a Variety Or Music Program                           | Candidato/a     |
| 1998 | Late Show with David Letterman  | Primetime Emmy Awards               | Outstanding Performance in a Variety Or Music Program                       | Candidato/a     |
| 1999 | Late Show with David Letterman  | Primetime Emmy Awards               | Outstanding Writing in a Variety Or Music Program                           | Candidato/a     |
| 2000 | Late Show with David Letterman  | Primetime Emmy Awards               | Outstanding Writing in a Variety, Music or Comedy Program                   | Candidato/a     |
| 2000 | Late Show with David Letterman  | Primetime Emmy Awards               | Outstanding Writing in a Variety Or Music Program                           | Candidato/a     |
| 2001 | Late Show with David Letterman  | American Comedy Awards              | Funniest Male Performer in a TV Series                                      | Vincitore/trice |
| 2001 | Late Show with David Letterman  | Primetime Emmy Awards               | Outstanding Writing in a Variety, Music or Comedy Program                   | Candidato/a     |
| 2001 | Late Show with David Letterman  | Primetime Emmy Awards               | Outstanding Individual Performance in a Variety Or Music Program            | Candidato/a     |
| 2001 | Late Show with David Letterman  | Primetime Emmy Awards               | Outstanding Writing in a Variety Or Music Program                           | Candidato/a     |
| 2002 | Late Show with David Letterman  | Primetime Emmy Awards               | Outstanding Writing in a Variety, Music or Comedy Program                   | Candidato/a     |
| 2002 | Late Show with David Letterman  | Primetime Emmy Awards               | Outstanding Writing in a Variety Or Music Program                           | Candidato/a     |
| 2003 | Late Show with David Letterman  | Primetime Emmy Awards               | Outstanding Writing in a Variety, Music or Comedy Program                   | Candidato/a     |
| 2004 | Late Show with David Letterman  | Primetime Emmy Awards               | Outstanding Writing in a Variety, Music or Comedy Program                   | Candidato/a     |
| 2005 | Late Show with David Letterman  | Primetime Emmy Awards               | Outstanding Writing in a Variety, Music or Comedy Program                   | Candidato/a     |
| 2006 | Late Show with David Letterman  | Primetime Emmy Awards               | Outstanding Writing in a Variety, Music or Comedy Program                   | Candidato/a     |
| 2006 | Late Show with David Letterman  | Primetime Emmy Awards               | Outstanding Individual Performance in a Variety Or Music Program            | Candidato/a     |
| 2007 | Late Show with David Letterman  | Primetime Emmy Awards               | Outstanding Writing in a Variety, Music or Comedy Program                   | Candidato/a     |
| 2007 | Late Show with David Letterman  | Primetime Emmy Awards               | Outstanding Individual Performance in a Variety Or Music Program            | Candidato/a     |
| 2008 | Late Show with David Letterman  | Primetime Emmy Awards               | Outstanding Writing in a Variety, Music or Comedy Program                   | Candidato/a     |
| 2008 | Late Show with David Letterman  | Primetime Emmy Awards               | Outstanding Individual Performance in a Variety Or Music Program            | Candidato/a     |
| 2009 | Late Show with David Letterman  | Primetime Emmy Awards               | Outstanding Writing in a Variety, Music or Comedy Program                   | Candidato/a     |
| 2009 | Late Show with David Letterman  | Primetime Emmy Awards               | Outstanding Variety, Music Or Comedy Series                                 | Candidato/a     |
| 2011 | Late Show with David Letterman  | The Comedy Awards                   | Johnny Carson Comedy Award                                                  | Vincitore/trice |
| 2012 | David Letterman                 | Kennedy Center Honors               | Premiato                                                                    | Vincitore/trice |
| 2015 | Late Show with David Letterman  | Primetime Emmy Awards               | Outstanding Variety Talk Series                                             | Candidato/a     |
| 2015 | David Letterman                 | Peabody Awards                      | Premiato                                                                    | Vincitore/trice |
| 2017 | David Letterman                 | Mark Twain Prize for American Humor | Premiato                                                                    | Vincitore/trice |